# 颱風布拉萬 (2012年)
颱風布拉萬（英語：Typhoon Bolaven，國際編號：1215，聯合颱風警報中心：WP162012，菲律賓大氣地球物理和天文管理局：Julian）為2012年太平洋颱風季第十五個被命名的風暴。「布拉萬」（ບໍລະເວນ）一名由老撾提供，是高原名稱，指老撾東南邊境與越南接壤的布拉万高原。

## 發展過程
2012年8月17日晚間，一個熱帶擾動於關島西南方海面上形成。
8月19日上午8時，日本氣象廳升格為熱帶低氣壓，同日下午聯合颱風警報中心為此熱帶擾動發出熱帶氣旋形成警報（TCFA）。
8月20日上午，聯合颱風警報中心升格為熱帶低氣壓，日本氣象廳同時發佈烈風警報，中國中央氣象台升格為熱帶低氣壓。下午日本氣象廳將其升格為熱帶風暴，並命名為布拉萬，編號1215。
8月21日上午8時，日本氣象廳及中央氣象台均將布拉萬升格為強烈熱帶風暴。下午8時，日本氣象廳將布拉萬升格為颱風。
8月22日上午5時，中央氣象台將布拉萬升格為颱風。
8月23日下午，聯合颱風警報中心升格為三級颱風，然而日本氣象廳、台灣中央氣象局、中國中央氣象台都維持風速不變。晚上移至沖之鳥島附近海域。
8月24日上午3時，中央氣象台將布拉萬升格為強颱風。同日上午9時45分，香港天文台將布拉萬升格為強颱風。同日下午，聯合颱風警報中心將布拉萬升格為四級颱風。
8月25日下午5時，中央氣象台將布拉萬升格為超強颱風。
8月26日上午8時，台灣中央氣象局將布拉萬升格為強烈颱風，同時香港天文台亦將布拉萬升格為超強颱風。同日下午，聯合颱風警報中心降格為三級颱風。晚上8時，布拉萬於日本沖繩縣名護市登陸，登陸時中心附近最大風力15級（48米/秒），中心最低氣壓為930百帕。
8月27日上午，聯合颱風警報中心降格為二級颱風。上午2時，中央氣象局將布拉萬降格為中度颱風。上午9時，中央氣象台將布拉萬降格為強颱風。上午9時45分，香港天文台亦將布拉萬降格為強颱風。同日下午，聯合颱風警報中心降格為一級颱風。下午10時，中央氣象台將布拉萬降格為颱風。其後，香港天文台亦將布拉萬降格為颱風。
8月28日上午，聯合颱風警報中心將布拉萬降格為熱帶風暴。同日上午，中央氣象局將布拉萬降格為輕度颱風。下午3時，日本氣象廳將其降格為強烈熱帶風暴。下午3时15分前後，布拉萬在朝鮮民主主義人民共和國西南部黃海南道龍淵郡登陆。下午8時，中央氣象台將布拉萬降格為強熱帶風暴。下午10时50分前后，布拉萬在朝鮮民主主義人民共和國西北部平安北道宣川郡再次登陆。
8月29日凌晨，布拉万从朝鮮民主主義人民共和國北部进入吉林东南部地区，中央氣象台將布拉萬降格為热带风暴。上午5時，聯合颱風警報中心將其降格為熱帶低氣壓，並發出最後警報。同日上午，日本氣象廳將其降格為熱帶風暴。下午2時，中央氣象台將布拉萬降格為熱帶低氣壓；下午5时，中央气象台对其停止编号。下午3時，日本氣象廳表示布拉萬轉化為溫帶氣旋。

### JPN

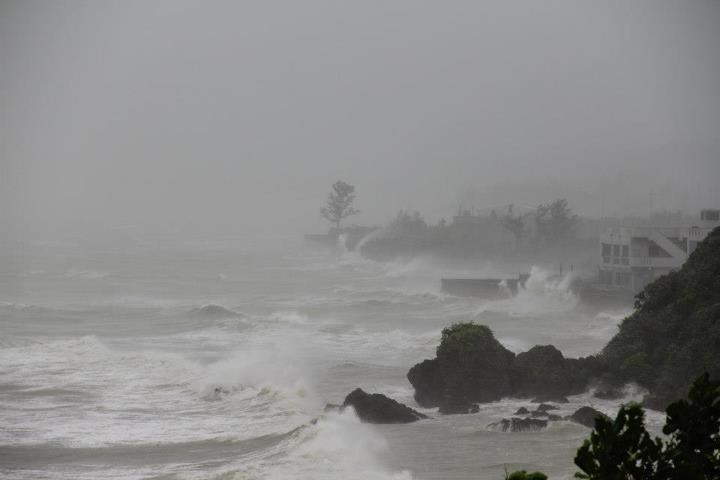
來自布拉萬的強勁湧浪拍向沖繩島

## 影響

### 日本
日本發佈之最高熱帶氣旋警告信號：暴风警报
2012年8月23日日本氣象廳向沖繩東方海上發出海上颱風警報。
8月24日颱風天秤雖遠離沖繩南方海上，但布拉萬預料將於24內接近附近海域，日本氣象廳維持沖繩南方海上的海上颱風警報。
8月25日隨著布拉萬的接近，海上颱風警報擴大至奄美海域。日本時間上午6時34分向沖繩縣北大東村和南大東村發出暴風警報。日本時間下午7時左右最接近南大東村，在南大東村以南約160公里處掠過。晚上將海上颱風警報擴大至東海南部，日本時間下午9時8分向鹿兒島縣奄美群島南部、沖繩島北部及中南部發出暴風警報。聯合颱風警報中心預料8月26日上午布拉萬會通過沖繩島，沖繩氣象台亦預料8月26日晚間接近沖繩島，呼籲作出「最大級警戒」，並開放地方政府大樓及公眾設施場館避難。
8月26日日本時間上午0時10分向沖繩縣久米島發出暴風警報，日本時間3時24分向鹿兒島縣奄美地方北部發出暴風警報。日本時間10時58分向十島村發出暴風警報。日間將海上颱風警報擴大至女島南西海上，下午更擴至長崎縣西海上。布拉萬日間以每小時15公里向西北方移動，日本時間下午9時在沖繩島掠過，當時布拉萬集結於那霸市東北偏北約50公里，即在名護市沿岸登陸，日本時間下午9時錄得最低氣壓935.1hPa，下午8時31分錄得最大陣風每秒38.1米北風，以每小時20公里向西北方向移動。當時布拉萬中心氣壓920hPa，中心附近最大風速約每秒50米，最大瞬間陣風約每秒70米。
8月26日受颱風影響，沖繩的道路完全封閉，本島的巴士路線及沖繩都市單軌電車全部停駛，那霸機場的全部航班停航。。8月25日日本時間上午11時21分起，南大東村共200戶停電，其後多個市町村亦停電，截至26日上午8時，恩納村、豐見城市、座間味村及南大東村共1200戶停電，上午9時修復了恩納村、豊見城市共800戶供電，讀谷村、座間味村、南大東村共600戶仍然停電。其後停電區域不斷擴大，截至8月27日凌晨，奄美地區有49000餘戶停電，即整個地區的53%。截至上午2時，沖繩有16000戶停電。

### 中国
當地最高熱帶氣旋警告信號： 颱風黃色預警信號
2012年8月26日下午6時，中央气象台发布台风黄色预警。
8月28日，兩艘中國漁船在濟州島附近觸礁，一艘沉沒，其中18人獲救，6人遇难，9人失蹤。
8月29日上午6時，中央气象台改發颱風藍色預警。
8月30日上午10時，中央氣象台解除颱風藍色預警。

#### 遼寧
全省最高熱帶氣旋警告信號： 颱風橙色預警信號

#### 山東
全省最高熱帶氣旋警告信號： 颱風黃色預警信號

#### 江蘇
全省最高熱帶氣旋警告信號： 颱風藍色預警信號

#### 上海
全市最高熱帶氣旋警告信號： 颱風藍色預警信號
上海中心氣象台在8月26日下午5時發布颱風藍色預警，在8月28日上午5時解除颱風藍色預警。

### 
2012年8月27日上午，韓國氣象廳於濟州道發布陸地和海上颱風預警，並預計於8月27日晚上在全國發布颱風預警。
8月28日清晨接近韓國，韓國氣象廳向忠清南道9縣及全羅北道10縣等發出颶風警告。韓國時間上午5時30分，莞島錄得每秒51.1米最大陣風，珍島錄得每秒42.1米最大陣風。韓國西部17個地方共76,000戶先後停電，莞島有大樹吹倒及房屋倒塌。而原定於8月28日凌晨開始的「乙支自由衛士」美韓聯合軍演，則以保障官兵安全為由延遲到8月30日凌晨再重啟軍演。
布拉萬吹襲南韓期間造成死亡人數已增至15人；毀壞235個交通號誌，摧毀7857棵樹，損壞42艘船隻、35間民宅和1195間溫室，約6418公頃農地毀於一旦。
布拉萬吹襲北韓，導致西部地區停電，部分農田和樹木被毀。朝中社報道，海州市輸電線損壞，工廠企業和居民生活用電中斷。平壤至開城高速公路其中一段有300多棵樹木折斷，交通受阻，開城輸電線中斷，市內一度停電。

### 俄羅斯
布拉萬導致濱海邊疆區兩個地區的電力供應一度中斷，近1萬人受災。

## 熱帶氣旋信號使用記錄

### 中国
| 中國中央氣象台 颱風預警信號 | 中國中央氣象台 颱風預警信號 | 中國中央氣象台 颱風預警信號 |
| --------------------------- | --------------------------- | --------------------------- |
| 上一熱帶氣旋                | 颱風黃色預警信號            | 下一熱帶氣旋                |
| 颱風啟德                    | 颱風黃色預警信號            | 颱風山神                    |
| 颱風啟德                    | 颱風藍色預警信號            | 颱風山神                    |

## 外部連結
- （英文）聯合颱風警報中心首頁 （页面存档备份，存于）
- （繁體中文）中央氣象局首頁 （页面存档备份，存于）
- （日語）日本氣象廳首頁 （页面存档备份，存于）
- （繁體中文）澳門地球物理暨氣象局首頁 （页面存档备份，存于）
- （繁體中文）香港天文台首頁 （页面存档备份，存于）